# Guillain–Barré-szindróma
A Guillain–Barré-szindróma (GBS), néha Guillain–Barré–Strohl-szindróma vagy Landry-típusú bénulás számos perifériás ideg egyidejű, gyorsan kifejlődő működési zavara (polineuropátia), típusosan az alsó végtagokban kezdődő, felszálló jellegű, szimmetrikus végtaggyengeséggel és zsibbadással jár. Nevét Georges Guillain és Jean Alexandre Barré francia orvosokról kapta, amit 1916-ban André Strohllal közösen írtak le.
A perifériás idegrendszernek ez a betegsége, az immunmediált idegek hibás működése jellemzően valamilyen fertőzés hatására alakul ki. Sok beteg érzékváltozásról vagy fájdalomról számol be. A lábizmok gyengeségét gyorsan (fél és két nap között) követi a kezeké. A szindróma károsítja a perifériás idegeket körülvevő mielint, aminek eredményeképp az idegi impulzusok átvitele a sclerosis multiplexhez hasonlóan megszakad. Akut fázisában a betegség életveszélyessé válhat; körülbelül a betegek negyedének légzését mesterségesen, intenzív osztályon, géppel kell fenntartani. Néhány betegnél az autonóm idegrendszer működésének hullámzása veszélyes, abnormális szívveréshez és vérnyomáshoz vezethet.
A klinikai diagnózis többnyire a hasonló tüneteket okozó betegségek kizárásával, úgynevezett differenciáldiagnózissal állapítható meg; vizsgálatokkal kell igazolni, hogy a tüneteket nem más betegség okozza. Ilyen az ingervezetés és az agy-gerincvelői folyadék vizsgálata. A betegség különböző típusait különböztetjük meg, attól függően, hogy mely izmok gyengülnek el, mi az ingervezetési vizsgálat eredménye és milyen anti-gangliozid antitestek vannak jelen. Az intravénás immunglobulin vagy plazmaferezis folyamatos ápolással többnyire még a súlyos izomgyengeséget is teljesen gyógyítja, csak néhány betegnél marad vissza nehezebb járás, fájdalom és nehéz légzés. A betegség ritka; 100 000 emberből évente egy-kettő, tehát Magyarországon 100-200 ember kapja meg.

## Tünetei
A betegség első tünetei: zsibbadás, bizsergő érzés, izomgyengeség és fájdalom. Ezek külön-külön, együtt vagy valamilyen kombinációban is jelentkezhetnek. Ezt követően jelenik meg az alsó végtagok és a karok szimmetrikus gyengesége, ami idővel fokozódik. Az izomgyengeség maximális súlyosságának elérése fél nap és két hét között ingadozhat, ezt követően állandósul. Ötből egy embernél az izomgyengeség tovább folytatódik egészen négy hétig. A nyak izmai szintén érintettek lehetnek, és körülbelül a betegek felénél a fej mozgatásáért és az arcizmokért felelősek agyidegek is érintettek, ami miatt előfordulhat arcizom-gyengeség, nyelési nehézség és néha a szemmozgató izmok gyengesége is. Az esetek 8%-ban az izomgyengeség csak a lábakat érinti. A húgyhólyagért és a végbélnyílásért felelős izmok érintettsége nem jellemző. Az összes Guillain–Barré-szindróma által sújtott ember harmada nem veszíti el később se a járás képességét. Amikortól az izomgyengeség nem fokozódik tovább, beáll egy stabil állapot („plató”), mielőtt javulás lenne észrevehető. A plató fázis két naptól akár hat hónapig is tarthat, azonban a medián időtartam egy hét. Fájdalommal kapcsolatos tünetei az emberek több, mint felének vannak, beleértve a hátfájdalmakat, fájdalmas bizsergés érzését, izomfájdalmat és a fejjel és nyakkal kapcsolatos fájdalmakat, amik az agyhártyagyulladáshoz kapcsolhatóak.
Számos Guillain–Barré-szindrómás beteg számolt be arról, hogy a konkrét neurológiai tünetek megjelenése előtt 3-6 héttel már érzékelte a fertőzés tüneteit magán. Ezek a tünetek lehettek felső légúti vagy hasmenéses tünetek.
Gyermekeknél, különösen a hatéves kornál fiatalabbaknál, a diagnózis megállapítás nehézkes lehet és a fájdalommal és a nehézkes járással kapcsolatos panaszok is az elején gyakran félrevezetőek és más kiváltó okot feltételeznek, mint vírusos fertőzés, vagy ízületi és csont problémák.
A neurológia vizsgálat során a betegség tipikus jellemzői a csökkent izomerő és a csökkent vagy teljesen hiányzó saját reflex. Azonban az emberek egy kis csoportjánál, mielőtt teljes reflexhiány lépne fel az érintett végtagokban a reflex normális, sőt néhányuknál a reflexek még fokozódtak is. A Guillain–Barré-szindróma Miller Fisher féle variánsánál a szemizomgyengeség markánsabban jelenik meg és ami mellett koordinációs probléma (ataxia) is előfordulhat. Az öntudat normál esetben nincs érintve a Guillain–Barré-szindrómánál, azonban a „Bickerstaff-féle agyvelőgyulladás” szubtípus esetén előfordulhat aluszékonyság, álmosság vagy akár kóma is.

### Légzési elégtelenség
A betegség által érintett emberek 25%-nál jelenik meg a légzőizmok gyengesége, ami aztán légzési elégtelenséghez vezet, aminek következtében a szervezet nem tudja fenntartatni a vérben az egészséges oxigén- és/vagy szén-dioxid-szintet. Emiatt szükség lehet intubálásra és a légzés mesterséges támogatására lélegeztetőgép segítségével, ez általában intenzív osztályon történik. A lélegeztetőgép szükségessége előre jelezhető két légzésteszttel: erőltetett vitálkapacitás (FVC) és negatív belégzési erő (NIF). Amennyiben az FVC értéke kevesebb, mint 15 ml per testtömeg kilogramm vagy az NIF értéke kevesebb, mint 60 cmH2O, akkor ezek súlyos légzési elégtelenségre utalnak. Azon emberek 60%-nál, akiknek lélegeztetőgépre van szükségük, ez az életveszélyes helyzet tovább komplikálódik egyéb egészségügyi problémával is, mint például tüdőgyulladás, súlyos fertőzések, tüdőembólia és az emésztőrendszer vérzése.

### Az autonóm idegrendszer hibás működése
Az autonóm idegrendszer szabályozza a szervezet belső környezetét, tehát felel a pulzusért és a vérnyomás fenntartásáért is. A Guillain–Barré-szindrómában szenvedő emberek kétharmadánál a betegség erre is hatással van, azonban ennek hatása az egyes embereknél változó. Húsz százalékuknál tapasztalható súlyosan ingadozó vérnyomás és rendszertelen szívverés, amely akár addig is súlyosbodhat, hogy megáll a szívverés és szívritmus-szabályozót kell alkalmazni. Egyéb, kapcsolódó problémák még az abnormális verejtékezés és a pupillareflex megváltozása. Az autonóm idegrendszer hibás működése még azokat is érintheti, akiknél nem jelentkezik súlyos izomgyengeség.

## Okok

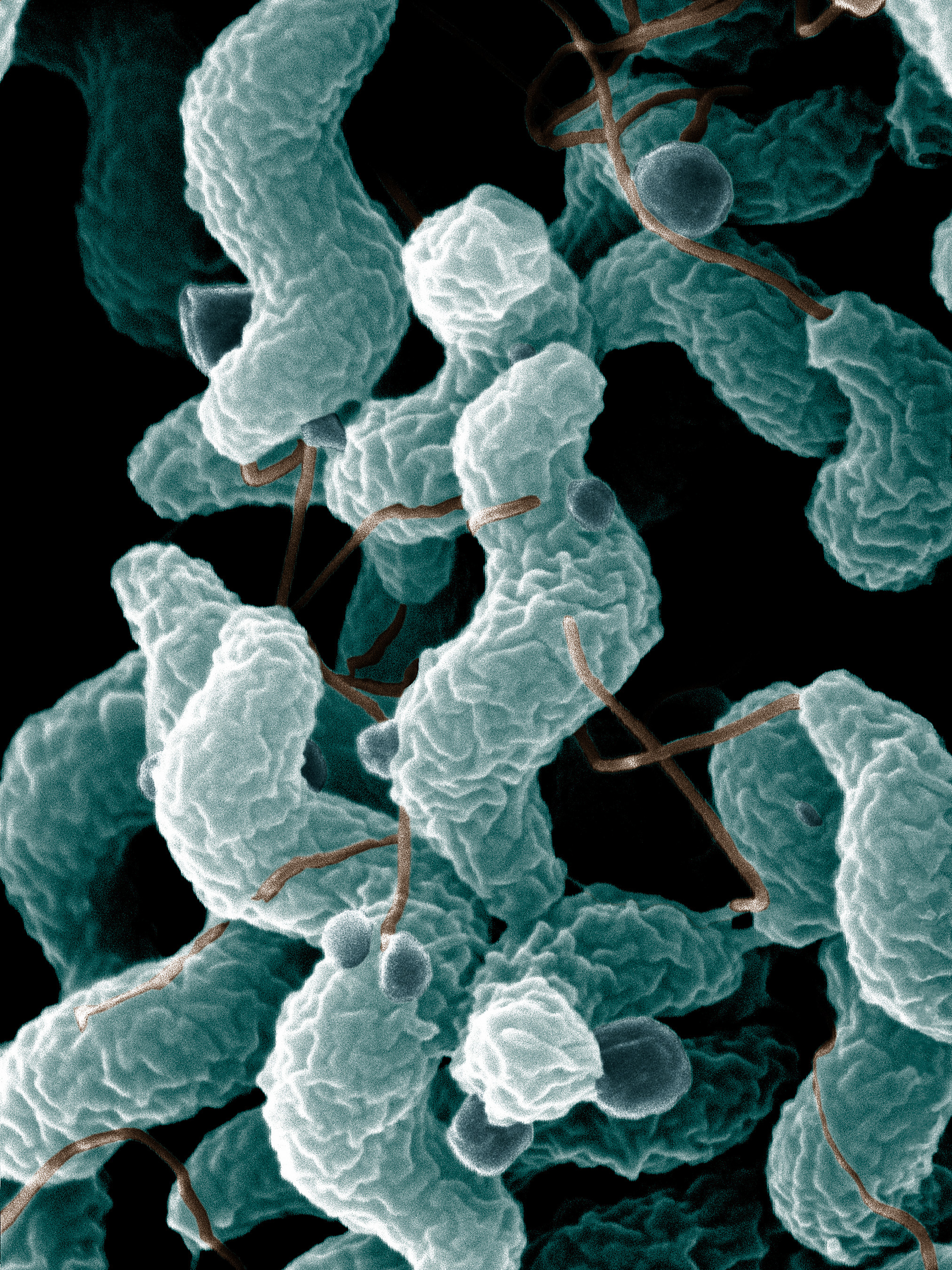
A Campylobacter jejuni pásztázó elektronmikroszkópos képe, ami a Guillain–Barré-szindróma kiváltásának 30%-ért felelős

A Guillain–Barré-szindróma kialakulását megelőző 1-3 hétben az emberek kétharmada tapasztalt enyhe lefolyású felső légúti vagy gyomor-bélrendszeri fertőzést. Sok esetben a pontos fertőzés is megállapítható volt. Megközelítőleg az esetek 30%-ban a hasmenést okozó Campylobacter jejuni volt a kiváltó ok. Az esetek további 10%-a citomegalovírusnak (HCMV, HHV-5) volt tulajdonítható. Mindezek ellenére, csak néhány Campylobacterrel vagy HCMV-vel fertőzőtt embernél fejlődik ki Guillain–Barré-szindróma (0,25-0,65‰ és 0,6-2,2‰, külön-külön). Az érintett Campylobacter törzstől függhet a GBS kockázata. A baktérium különböző törzseinek a felszínén különböző lipopoliszacharidok találhatóak és míg néhányuk képes a betegség kiváltására, mások nem váltják ki. A GBS és a HIV kapcsolata is jól ismert.

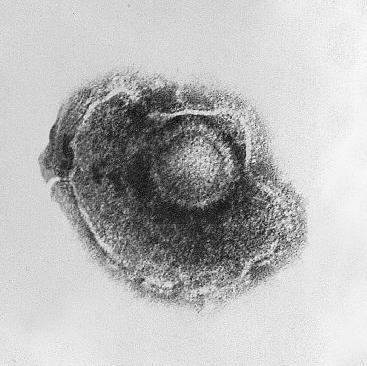
A VZV elektronmikroszkópos felvételen (negatív festés)

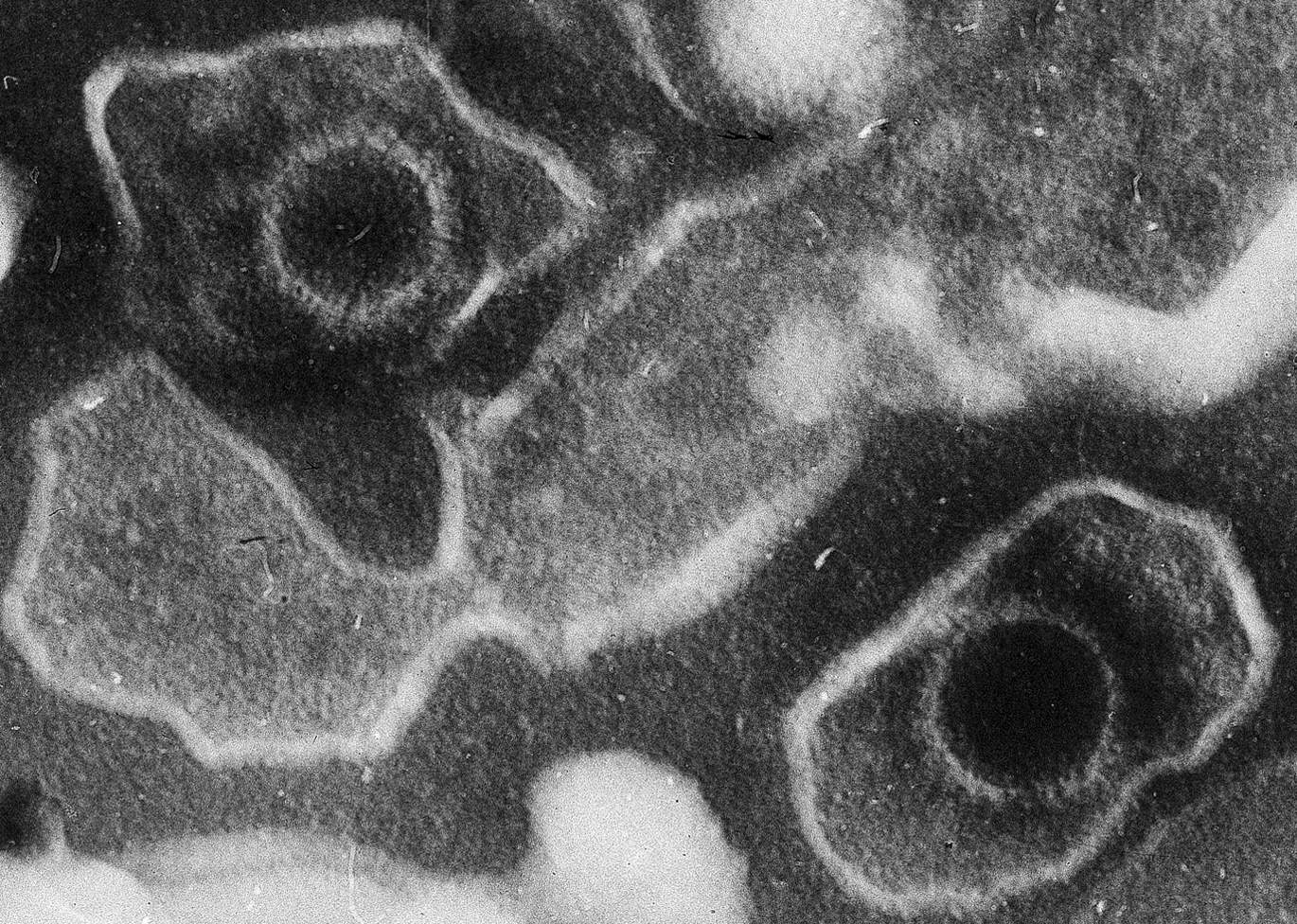
Pásztázó elektronmikroszkópos felvétel az Epstein–Barr-vírus két virionjáról

A GBS és más fertőzések kapcsolata jóval bizonytalanabb. Két másik herpeszvírus (Epstein–Barr-vírus/HHV-4 és a bárányhimlőt is okozó VZV (varicella-zoster vírus/HHV-3) és a Mycoplasma pneumoniae baktérium összefüggésbe hozható a GBS-szel. A trópusi vírusfertőzés a Dengue-láz szintén kapcsolatba hozható a GBS-es esetekkel. A Guillain–Barré-szindrómás embereknél jóval gyakrabban állapítottak meg Hepatitis E vírusfertőzést előzőleg. A Guillain–Barré-szindrómát összefüggésbe hozták a Zika-vírussal.
Néhány esetet kiválthatott influenzavírus és influenza-védőoltás. 1976-os sertésinfluenza-járvány utáni influenza immunizációt követően megnövekedett a Guillain–Barré-szindrómás betegek száma. Egymillió beoltott között 8,8-nál fejlődött ki a betegség. Azóta a vakcinációnak tulajdonítható esetek közeli megfigyelése bebizonyította, hogy az influenza maga is képes GBS-t okozni. Az esetek kisszámú megnövekedését figyelték meg időszakos oltási kampányok során, azonban nem azonos mértékben. A 2009-es influenza oltás (H1N1/PDM09 ellen kifejlesztett) nem okozott jelentős növekedést a megbetegedések között. Az influenza oltás előnyei nagyobb haszonnal járnak, mint az annak következtében kialakuló GBS megbetegedés kis kockázata. Oltási szempontból még azok is biztonságosnak tekinthetőek későbbi oltási szempontból, akiknél előzőleg GBS alakult ki. Egyéb vakcinák esetében, mint a járványos gyermekbénulás elleni, vagy a tetanusz és a kanyaró elleni vakcinák esetében nem találtak összefüggést a GBS-szel.

## Patogenezis
A Guillain–Barré-szindróma során az idegek rendellenes működését az immunrendszernek perifériás idegrendszer idegsejtjei és támogató struktúrái ellen indított támadása okozza. Az idegsejt sejttestei (soma vagy perikaryon) a gerincvelőben találhatóak és azok hosszú nyúlványai (axonok) szállítják az idegi elektromos impulzusokat a neuromuszkuláris szinapszishoz, ahol aztán az impulzus továbbjut az izom felé. Az axonokat mielint tartalmazó ún. Schwann-sejtek borítják. Két Schwann-sejt között az axonnak egy-egy velőshüvely nélküli szakasza látható. Ez a Ranvier-féle befűződés. Különböző típusú Guillain–Barré-szindrómák jellemzője az immunrendszer különféle támadása. A betegség demielinizációs szubtípúsa (AIDP, lásd lejjebb) során fehérvérsejtek (T-limfociták és makrofágok) támadják meg a mielin burkot. Ezt a folyamatot megelőzi a vérben található fehérjék egy csoportjának az aktiválódása. Ezzel szemben az axonális szubtípusnál IgG antitestek és a komplement fehérjék közvetlenül támadják az axont borító sejtmembránt, limfocita sejtek nélkül.
A Guillain–Barré-szindróma axonális formájánál (de nem a demielinizációs szubtípusnál) közvetlenül az idegsejtet támadó különböző antitestekről számoltak be. Ezek gangliozid molekulákhoz kapcsolódnak, az anyag csoportjait megtalálták a periferiális idegeknél. A gangliozid egy keramidot tartalmazó molekula, amely a hexóz típusú cukrok egy kis csoportjához kötődik és számos N-acetil-neuraminsav (más néven sziálsav) csoportot tartalmaz. A sejtfelszíni glikoproteinek és glikolipidek exo-terminális beta-galaktozil egységéhez kapcsolódó sziálsavak (köztük legismertebb az N-acetil-neuraminsav) kulcsszerepet játszanak a szénhidrát-fehérje felismerési folyamatokban, részt vesznek a sejtadhézióban, a leukociták közlekedésében, vírusos és baktériális fertőzések kialakulásában. A négy kulcsfontosságú, az antitestek által megtámadott gangliozid molekulák a GM1, GD1a, GT1a és GQ1b. A különböző anti-gangliozid antitesteknek különböző jellemzői vannak; például a GQ1b molekulához kapcsolódó antitest összefüggésbe hozható a GBS Miller Fisher-féle szubtípusával és kapcsolódó formáival beleértve a Bickerstaff-féle agyvelőgyulladást (BBE). Ilyen típusú antitestek fertőzés utáni termelése valószínűleg molekuláris mimikri következménye, ahol az immunrendszer mikrobiákból eredő anyagokra reagál, azonban az ennek eredményeként létrejövő antitestek a szervezetben természetesen is létező epitópokkal is reakcióba lépnek. Az epitóp, olyan molekularész, amelyet az immunrendszer képes felismerni. Campylobacter fertőzést követően, a szervezet IgA típusú antitesteket kezd el termelni, azonban az emberek egy kis csoportja IgA mellett IgG antitesteket is termel a mikrobiákból származó anyagokkal szemben (pl. lipooligoszacharidok, azaz O-láncot nem tartalmazó, ún. nyers LPS), amelyek keresztkölcsönhatásba kerülnek az emberi idegsejt gangliozid molekuláival. Jelenleg nem ismert, hogy ez a folyamat hogyan kerüli meg a gangliozidokkal szembeni centrális toleranciát, aminek el kellene nyomnia a szervezet saját anyagaival szembeni antitesttermelést. Nem mindegyik anti-gangliozid antitest okoz betegséget, és nemrég felmerült azaz elképzelés, hogy néhány antitest több, mint egy típusú epitóphoz képes egyszerre kapcsolódni (heterodimér kötődés) és ez határozza meg a választ. Továbbá a patogenikus antitestek kifejlődése függhet egyéb, a bélben élő baktériumtörzstől.

## Diagnózis

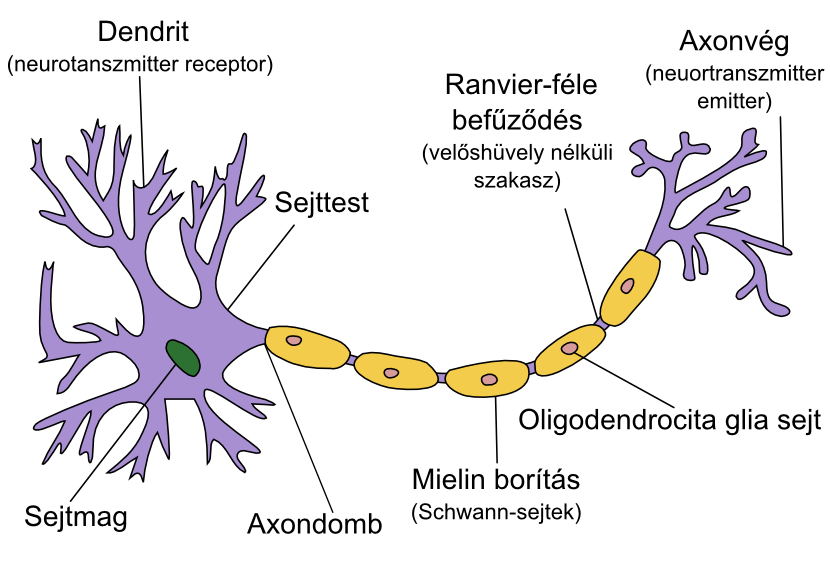
Egy tipikus neuron vázlatos képe

A Guillain–Barré-szindróma diagnózisa olyan ténymegállapításoktól függ, mint az izombénulás gyors kifejlődése, reflexhiány, lázhiány és egy valószínűsítő esemény. A diagnózis alátámasztására rendszerint agy-gerincvelői folyadék vizsgálatot (gerinccsapoláson keresztül) és ingervezetési vizsgálatot szoktak elvégezni. Anti-gangliozid antitestekre való tesztet szintén sokszor végeznek, azonban a diagnózis megállapításához való hozzájárulásuk többnyire korlátozott. A vérvizsgálat szintén bevett gyakorlat, hogy kizárhassák a gyengeség egyéb okozóit, mint a vér alacsony kálium szintjét (hypokalaemia). Az abnormálisan alacsony nátrium szint gyakran előfordul Guillain–Barré-szindrómánál. Ez a nem hatékony antidiuretikus hormon elválasztás (Schwartz–Bartter-szindróma) következménye, ami fokozott vízvisszatartáshoz vezet (vízmérgezés).
Számos esetben a gerincvelőn MRI vizsgálatot alkalmaznak, hogy megkülönböztessék a Guillain–Barré-szindrómát egyéb, végtaggyengeséget okozó panaszoktól, mint például a gerincvelői kompresszió. Amennyiben az MRI vizsgálat a gerincvelői ideggyökök megnövekedését mutatja, az utalhat GBS-re.

### Gerincvelői folyadék
Az agyat és a gerincvelőt agy-gerincvelői folyadék veszi körül és a gerinccsapolás során a keresztcsigolyák közé szúrt kis tű segítségével vesznek mintát a folyadékból. A Guillain–Barré-szindróma egyik jellemzője a megemelkedett protein szint alacsony számú fehérvérsejt mellett (albumin citológiai elválasztás). Ez a tulajdonság számos egyéb betegségtől (limfóma, járványos gyermekbénulás) megkülönbözteti a GBS-t, amely esetekben viszont mind a fehérje és a fehérvérsejt szám emelkedett szintet mutat. Mindezek ellenére, a tünetek megjelenését követő első pár nap után a gerinccsapolás a GBS-szel rendelkező emberek 50%-ban, az első hét után az emberek 80%-ban nem vezet eredményre, ennek következményeként a normál eredmény nem zárja ki a GBS-t.

Guillain-Barré-szindróma - idegsérülés

Ismételt gerinccsapolás a betegség alatt nem ajánlott, mivel a fehérjeszintek emelkedhetnek a beavatkozás következtében.

### Neurofiziológia
Elektrodiagnosztikai vizsgálatok, mint a tűs elektromiográfia (EMG) és idegvezetési vizsgálatok meghosszabbodott disztális lappangási időt, ingervezetési lassulást, ingervezetés megszakadást és a demielinizációs esetekben a motoros ideg akciós potenciáljának (CMAP) szóródását mutathatják. Az F-hullámok és a H-reflexek meghosszabbodhatnak vagy teljesen hiányozhatnak. Tűs elektromiográfia vizsgálat gyakran normális súlyos eseteknél. Csökkent, neuropatikus gyógyulás látható a gyenge izmokban. Amennyiben valamekkora axonális sérülés történt a betegség kialakulását követő háromtól négy hétig terjedő időszakban, akkor izomremegés (fibrilláció) látható a tűs EMG során. Elsődleges axonális sérülés esetén a jellemzők magukban foglalják az akciós potenciál csökkent amplitúdóját ingervezetési lassulás nélkül.

### Klinikai szubtípusok
A Guillain–Barré-szindróma több szubtípusa ismert. Ennek ellenére, számos embernél tapasztalhatóak olyan tünetek, amelyek egymást átfedik és a pontos osztályozást nehezítik. Minden szubtípusnak van részleges formája. Például, néhány ember csak izolált szemmozgásbeli vagy koordinációs problémát észlel; ezeket tüneteket a Miller Fisher-szindrómához kapcsolják és hasonló anti-gangliozid antitest mintákat is produkál.
| Típus                                                  | Tünetek | Érintett populáció | Idegvezetési vizsgálatok                                                                          | Anti-gangliozid antitest                  |
| ------------------------------------------------------ | --- | --- | ------------------------------------------------------------------------------------------------- | ----------------------------------------- |
| Akut gyulladásos demielinizációs polineuropátia (AIDP) | Szenzoros tünetek és izom gyengeség, gyakran koponya ideggyengeséggel és a vegetatív idegrendszert is érinti                 | Legelterjedtebb Európában és Észak-Amerikában | Demielinizációs polineuropátia                                                                    | Nincs egyértelmű összefüggés              |
| Akut motoros axonális neuropátia (AMAN)                | Részleges izomgyengeség, az esetek kevesebb, mint 10%-ban szenzoros tünetek nélkül, koponya idegek érintettsége nem jellemző | Ritka Európában és Észak-Amerikában, jelentősen elterjedt Ázsiában, Közép- és Dél-Amerikában                                                                      | Axonális polineuropátia, normál szenzoros akciós potenciál                                        | GM1a/b, GD1a & GalNac-GD1a                |
| Akut motoros és szenzoros axonális neuropátia (AMSAN)  | Akut izomgyengeség, hasonlóan, mint az AMAN-nál de szenzoros tünetekkel                                                      | - | Axonális polineuropátia, csökkent vagy hiányzó szenzoros akciós potenciál                         | GM1, GD1a                                 |
| A garatot, a nyakat és a karokat érintő változat       | Főként a garatot, a nyakat, az arcot és vállizmokat érintő gyengeség                                                         | - | Általában normális, néha axonális neuropátia a karoban                                            | Főként GT1a, esetenként GQ1b, ritkán GD1a |
| Miller Fisher-szindróma                                | Ataxia, szemizom-gyengeség, reflexhiány, de többnyire végtaggyengeség nélkül                                                 | Ez a változat elterjedtebb a férfiak, mint a nők körében (2:1 arányban). A megbetegedések tipikusan tavasszal fordulnak elő és az érintettek átlagéletkora 43 év. | Általában normális, néha diszkrét változás a szenzoros idegek vezetésében, H-reflex megállapítása | GQ1b, GT1a                                |

A Guillain–Barré-szindróma teljes diagnosztikai lefedettsége érdekében sokszor több, egyéb vizsgálatot is bevonnak. A Bickerstaff-féle agyvelőgyulladásra (BBE) ma például a Miller Fisher-szindróma egy fajtájaként tekintenek, ahogy az ehhez kapcsolódó egyik állapotra is, amit, úgy jellemeznek, mint "súlyos ataxiás alváshiány"-t, ahol a koordináció és az álmosság jelen vannak, azonban nem érzékelhető izomgyengeség. BBE jellemzői a súlyos szemizombénulás (oftalmoplégia), ataxia és tudatzavar, illetve hozzá kapcsolható még a hiányzó vagy csökkent saját reflex és a Babinski reflex (talpi reflex). A betegség lefolyása lehet egyfázisú vagy visszaeső. Nagyszámú, szabálytalan, hiperintenzív károsodásokat írtak le főként az agytörzsben, különösen a hídban (nyúltvelőt a középaggyal összekötő rész), a középagyban és a nyúltvelőben. A súlyos, kezdeti tünetei ellenére a BBE prognózisa jónak mondható. Az MRI kritikus szerepet játszik a BBE diagnózisában. Jó pár BBE beteghez társítottak axonális Guillain–Barré-szindrómát, ami feltételezi, hogy a két betegség szorosan kapcsolódik egymáshoz.
Jelenleg vita tárgyát képezi, hogy az önálló súlyos érzékvesztés tekinthető-e a Guillain–Barré-szindróma egy formájának; ennek előfordulása ritka, összehasonlítva az olyan GBS-szel, ahol izomgyengeség érzékelhető azonban nincsenek érzékeléssel kapcsolatos tünetek.

## Kezelése

### Immunterápia
Utólagos kezelésébe beletartozik a szervezet idegrendszer elleni támadásának csökkentése plazmaferezisen keresztül vagy az antitestek véráramból történő kiszűrésével, vagy intravénás immunglobulin-kezelés (IVIg) alkalmazásával annak érdekében, hogy ártalmatlanítsa a káros antitesteket és csökkentse a gyulladást. A plazmaferezis eltávolítja, az IVIg neutralizálja a blokkoló ellenanyagokat. A két kezelés egyformán hatásos és a kettő kombinációja nem bír jelentősen jobb hatással, mint külön-külön. A plazmaferezis alkalmazása a tünetek megjelenését követő négy héten belül meggyorsítja a felépülést. Az IVIg ugyanolyan hatékony, mint a plazmaferezis, amennyiben a tünetek megjelenését követő két hétben kezdik el alkalmazni és kevesebb szövődménye is van. Többnyire az IVIg-et alkalmazzák először a könnyű alkalmazhatóság és gyógyszerbiztonsági profilja miatt. A használata nem kockázatmentes; néha okozhat májgyulladást vagy ritka esetekben vese elégtelenséget. A glükokortikoidokat önmagukban nem találták hatásosnak a felépülés meggyorsításában és potenciálisan késleltetheti is azt.

### Légzési nehézség
Légzési nehézség fellépése során szükség lehet intubálásra és a légzés gépi támogatására, ezt általában intenzív osztályon biztosítják. A légzés támogatás szükségessége előrejelezhető két spirométerrel végzet légzésfunkciós vizsgálattal: az erőltetett kilégzési vitálkapacitás (FVC) és a negatív belégzési erő (NIF) mérésével. Amennyiben az FVC kevesebb, mint 15ml per testtömeg kilogrammot mutat vagy a NIF értéke kevesebb, mint 60 cmH2O, az súlyos légzési nehézségre utal.

### Fájdalom
A fájdalom jellemző tünete a Guillain–Barré-szindrómában szenvedő betegeknek, azonban a tanulmányok azt mutatják, hogy a fájdalom csökkentésére használt különböző kezelések között nincs olyan különbség, ami miatt ajánlani lehetne egy bizonyosat.

### Rehabilitáció
Az akut fázist követően a rehabilitációs kezelés sokszor tartalmazza több tudományágat átfogó szakemberek segítségét, akik elsősorban a beteg mindennapi tevékenységeinek hatékonyabb elvégzésére, segítésére fókuszálnak. Munkaterapeuta felajánlhat olyan eszközöket (mint kerekesszék vagy evőeszközök), amik megkönnyítik a beteget mindennapi teendőinek független ellátásában. Gyógytornász segítségével a megfelelő funkcionális mozgások elsajátíthatók, elkerülve a különböző kompenzációs mozgásokat, amelyek hosszútávon negatívan befolyásolhatják a felépülést, emellett a gyógytorna segíti a beteget, hogy újra visszanyerje az erejét, állóképességét és járásminőségét, ahogy ezt néhány esetben kutatás is alátámasztotta. ugyanakkor megelőzi az izommerevedéseket, felfekvéseket és a kardiopulmonális (szív–tüdő) nehézségeket. Beszédterapeuták segítenek visszaszerezni a beszéd és nyelési képességet, különösen olyan betegeknél, akiket intubáltak vagy gégemetszésen estek át. Sem az amantadint, sem az aszkorbinsavat nem találták hatékonynak fáradtság ellen.

## Prognózis
A Guillain–Barré-szindróma halálos kimenetelű is lehet, amennyiben különböző komplikációk lépnek fel, úgy mint súlyos fertőzések, vérrögök vagy szívleállás az idegrendszer helytelen működése miatt. A megfelelő kezelés ellenére ez az esetek 5%-ban bekövetkezik.
A legtöbb betegnél a tünetek erősödnek az első és harmadik hét közötti időszakban. A felépülés többnyire a betegség kezdetét követő negyedik héttől kezdődik, azonban a felépülés gyorsasága és mértéke változó. Körülbelül a betegek 80%-a teljesen felépül néhány hónaptól egy évig terjedő időszakon belül, azonban egy kisebb részüknél néhány tünet állandósulhat, mint például a reflexhiány. A betegek kb. 5-10%-a épül fel valamilyen súlyos rokkantsággal, a legtöbb ilyen esetben súlyos proximális motoros és szenzoros axonnál sérülés marad vissza az axonális regeneráció képtelenségével. A betegek kb. 5-10%-a tapasztal egyszeri vagy többszöri visszaesést, amely eseteket ezután úgy osztályoznak, mint krónikus gyulladásos demielinizációs polineuropátia.
Kutatási tanulmányokban a Guillain–Barré-szindrómás eseteket egy 0-tól 6-ig terjedő skálán rögzítenek, ahol a 0 a teljesen egészségeset jelenti, az 1 a nagyon enyhe tüneteket mutató, de még futni képes beteget, 2 az a skálán, aki képes járni, de nem képes futni, 3 az, akinek botra vagy egyéb támogató eszközre van szüksége, 4 az ágyhoz vagy kerekesszékhez kötött, 5 akinek hosszabb távon szüksége van valamilyen légzést segítő eszközre, 6 a halál.
A Guillain–Barré-szindróma prognózisát többnyire a kor határozza meg (a 40 év fölöttieknek rosszabb a kilátásuk), és a betegség két hét utáni súlyossága. Továbbá azoknak a prognózisa, akik hasmenésben szenvedtek a betegség kialakulása előtt, szintén rosszabb. Annak, akinél az idegvezetési vizsgálatok az ingervezetés megszakadását mutatják, 6 hónapos időtávban szintén rosszabb a kilátása. Azoknak, akik intravénás immunglobulin-kezelést (IVIg) kaptak, és két héttel a kezelés után a vérben található IgG kismértékű megemelkedését mutatták ki, szintén gyengébbek a kilátásai 6 hónapos időtávban, mint azoknak, akiknek az IgG szintjük jelentősen megnőtt.

## Epidemiológia
A nyugati országokban, az évenkénti új esetszámot 0,89 és 1,89 közé teszik 100 000 emberenként. Gyermekek és fiatal felnőttek kevésbé érintettek, mint az idősek. Az ő esetükben az életkor minden tizedik évével a kockázat 20%-kal emelkedik. A férfiaknál nagyobb valószínűséggel fejlődik a Guillain–Barré-szindróma, mint a nőknél. A férfiak relatív kockázata 1,78 a nőkkel összehasonlítva.
A különböző szubtípusok elterjedtsége jelentősen változik országonként. Európában és az Amerikai Egyesült Államokban az érintett emberek 60-80%-ánál a betegség demielinizációs szubtípusa (AIDP) jelentkezik, az AMAN típusú csak kis számú (6-7%) embert érint. Ázsiában, Közép- és Dél-Amerikában ez az arány jóval magasabb (30-65%). Ez valószínűleg az emberek különféle betegségeknek való kitettsége miatt van így, de köze lehet az adott populáció genetikai karakterisztikájához is. A Miller Fisher-féle változatról úgy gondolják, hogy jóval gyakoribb Délkelet-Ázsiában. Magyarországon 100 000 lakosra vonatkoztatva 1-2 eset fordul elő évente, ami 10 milliós lakosságot figyelembe véve 100-200 közötti beteget jelent.

## Története

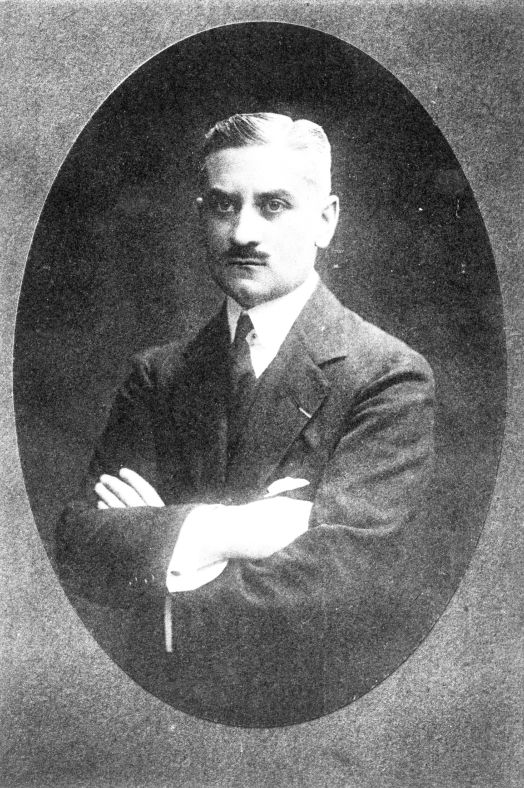
Georges Guillain, orvos (1876–1961)

Egy francia orvos, Jean-Baptiste Octave Landry írta le először a betegséget 1859-ben. 1916-ban Georges Guillain, Jean Alexandre Barré és André Strohl két katonát diagnosztizáltak és leírták a betegség alapvető diagnosztikai jellemzőit, azaz az agy-gerincvelői folyadékban megnőtt fehérje-koncentrációt normál fehérvérsejtszám mellett.
C. Miller Fisher kanadai neurológus írta le a betegség egy altípusát 1956-ban, amit később róla neveztek el.  Edwin Bickerstaff és Philip Cloake brit neurológusok írták le az agyvelőgyulladásos szubtípust 1951-ben, és a betegség jobb megértéséhez egy 1957-ben publikált tanulmánnyal is hozzájárultak. Guillain ezen jellemzők némelyikét már leírta, mielőtt megjelentették volna a betegség teljes leírást 1938-ban. További altípusokat is azonosítottak azóta, mint például azt a változatot, amelyik teljes ataxiát okoz és azt a típust, amelyik elsősorban a garat, a nyak és a karok gyengeségével jár. Az axonális szubtípust először 1990-ben írták le.
A diagnosztikai kritériumokat az 1970-es évek végén határozták meg, miután számos esetet összefüggésbe hoztak egy sertésinfluenza-oltással. A kritériumokat tovább finomították 1990-ben. A betegség definícióját a Brighton Collaboration 2009-ben átdolgozta, de ez a meghatározás kutatási célokat szolgál, nem a napi betegellátás céljaira fejlesztették ki. Plazmacserét először 1978-ban alkalmaztak a betegség gyógyítására, a módszer hatásosságát nagyobb létszámú vizsgálatokban megerősítették 1985-ben. Az intravénás immunglobulint 1988-ban vezették be a terápiába, és az 1990-es évek első felében igazolták a plazmacserével egyenértékű hatását.

## Kutatási irányok
Guillain–Barré-szindróma működési mechanizmusának megértésében előrelépés történt az elmúlt években. Új kezelési eljárások kifejlesztése korlátozott az 1980-as és 90'-es években bevezetett immunterápia óta. A jelenlegi kutatások arra irányulnak, hogy bebizonyítsák, hogy vajon azoknak a betegeknek, akik kaptak előzőleg intravénás immunglobulint, hasznot jelentene-e egy második IVIg, amennyiben a vérben mért antitestek szintje a kezelést követően csak kis mértékű emelkedést mutatott. Az immunszupresszív gyógyszerekkel (mycophenolate mofetil, agyi eredetű neurotrof faktor és béta Interferon (IFN-β)) végzett tanulmányok nem támasztották alá, hogy támogassák széleskörűen használatukat.
A tanulmányokban gyakran használnak állatmodelleket (kísérleti autoimmun neuritis patkányokban) és néhány ágens ígéretesnek tűnik: glatiramer-acetát, quinpramine, fausadil (a Rho-kináz enzim egy inhibitora), és egy szívgyógyszer, a flecainide. Laboratóriumi kutatások során egy anti-GD3 anti-gangliozid antitest hatékonynak bizonyult. A komplementrendszer (immunrendszert kiegészítő rendszer) GBS-ben betöltött szerepe valószínűsíti, hogy a komplement inhibitorok (mint az eculizumab nevű monoklonális antitest alapú gyógyszer) hatásosak lehetnek.

## Fordítás
- Ez a szócikk részben vagy egészben  a   Guillain–Barré syndrome című angol Wikipédia-szócikk ezen változatának fordításán alapul.  Az eredeti cikk szerkesztőit annak laptörténete sorolja fel. Ez a jelzés csupán a megfogalmazás eredetét és a szerzői jogokat jelzi, nem szolgál a cikkben szereplő információk forrásmegjelöléseként.